# Enyedszentkirály
Enyedszentkirály (románul Sâncrai, németül Königsdorf) falu Romániában, Erdélyben, Fehér megyében.

## Fekvése
Nagyenyedtől keletre, a Maros partján, Tompaháza, Nagyenyed és Csombord közt fekvő település.

## Története
Enyedszentkirály Árpád-kori település, nevét már 1256-ban Zenthkyral néven említette először oklevél, mint a Csanád nemzetségbeli Belenig (Belényes bán) fia Nagy Fülöp birtokát, melyet Kelemen (Kelemenös) és Waffa utódai közös birtokként hagytak meg. 1291-től a Csanád nemzetségbeli Szentkirályi nemesek voltak. 1335-ben papja a pápai tizedjegyzék szerint 4 garas, 9 dénár pápai tizedet fizetett.

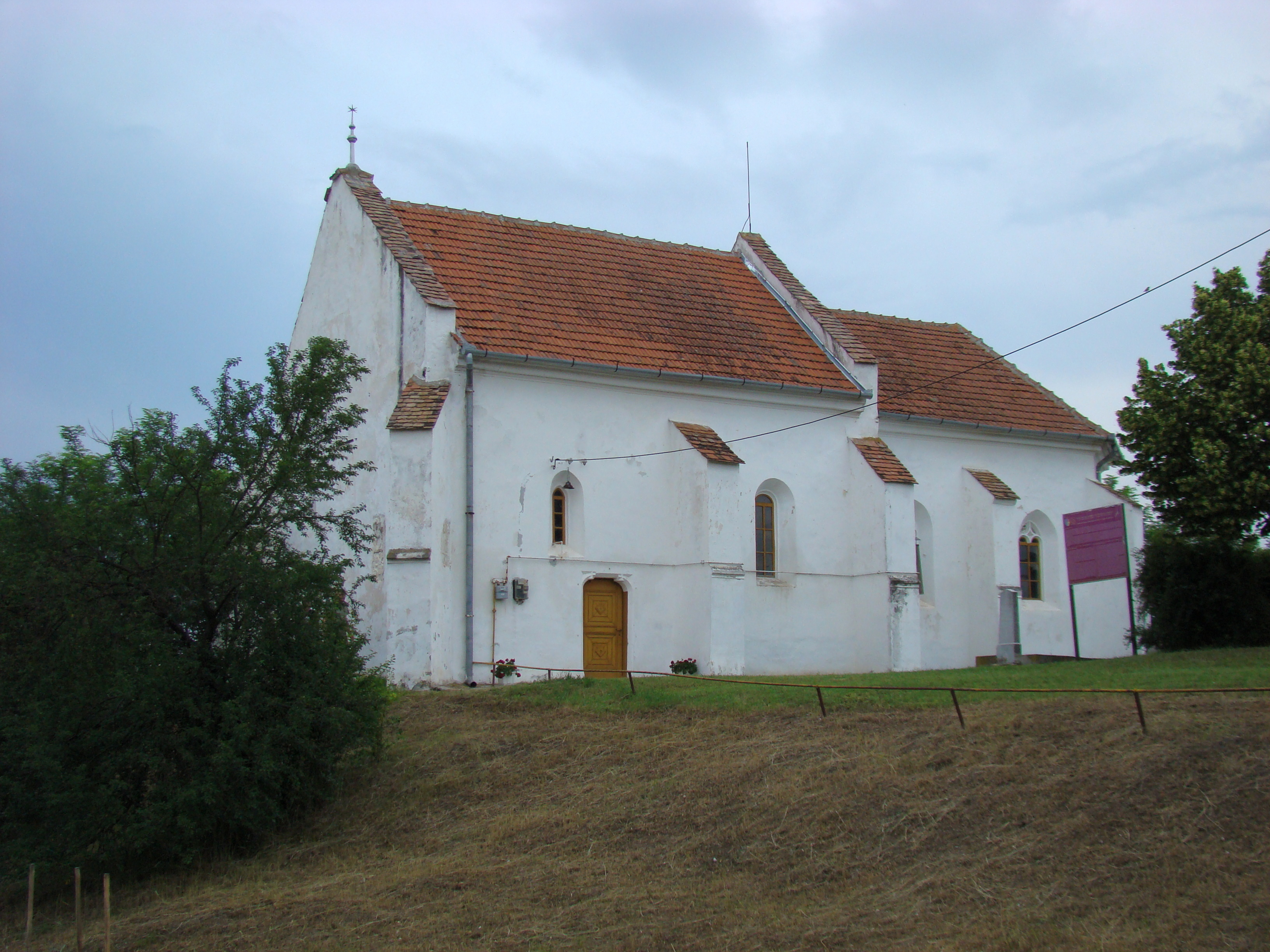
Református templom

1430-ban Zenthkyral, 1576-ban Zenthkyraly, 1750-ben Szent-Király, 1760-1762 között Maros Szent Király, 1913-ban Enyedszentkirály néven írták. 1274-ben Zenthkeral birtokon Barabás fiai és Fülöp fia Benedek osztoztak meg, akik Waffa unokái voltak.
1430-ban Zenthkyral részbirtokosai az Ősi Jankafiak, 1431-ben pedig Dabolczi és Györgyfalvi részbirtok volt.
1576-ban már Bánffy György birtokaként említették az okiratokban. A Bánffy család birtokai közé tartozott még 1725-ben is, mikor Bánffy György halála után Bánffy Mihálynak és fiainak Bánffy Zsigmondnak és Bánffy Péternek öröklött birtoka lett.
A Bánffy családnak itt várkastélya is épült a Maros partján, melyet Bánffy György halála után Bánffy Mihály és fiai: Zsigmond és Péter örököltek. A kastély 1725-ben, Bánffy György halála után már kissé leromlott állapotú volt. A kastély ekkor négyszögletes kőépület volt, faragott kövekkel kirakott tornáccal, oldalszárnyakkal, felvonókapuval és zsindelyfedéssel.
1910-ben 615 lakosából 212 magyar, 373 román volt. Ebből 7 római katolikus, 198 református és 400 görögkatolikus volt. A trianoni békeszerződés előtt Alsó-Fehér vármegye Nagyenyedi járásához tartozott.

## Nevezetességek
- Bánffy-kastély
- Református templom